# Gertrud Luckner
Gertrud Luckner, nata Jane Hartmann (IPA [ˈɡɛʁ.tʁuːt ˈlʊk.nɐ]; Liverpool, 26 settembre 1900 – Friburgo in Brisgovia, 31 agosto 1995), è stata un'attivista tedesca di origine britannica, oppositrice del nazismo e operatrice umanitaria.
Per il suo impegno a favore degli ebrei è annoverata nei Giusti tra le nazioni.

## Biografia
Nata a Liverpool, in Inghilterra, come Jane Hartmann, subito dopo la nascita rimase orfana e senza fratelli, ragion per cui fu data in affido a una coppia tedesca, i coniugi Luckner, che le imposero il nome di Gertrud dopo un verosimile battesimo avvenuto con il rito protestante.
I Luckner adottarono Gertrud ufficialmente nel 1922 e le diedero il loro cognome.
Luckner frequentò le scuole superiori a Berlino e a Königsberg, presso la cui università si iscrisse nel 1925 per studiare economia, e si mantenne impartendo lezioni di lingua e lavorando nel settore sanitario e assistenziale.
Successivamente acquisì il dottorato presso l'Università "Albert Ludwig" di Friburgo in Brisgovia, in cui era entrata grazie alle positive segnalazioni dell'università di Francoforte sul Meno e il Woodbroke Quakers' College di Birmingham.
Pacifista convinta, Gertrud Luckner aderì alla Lega della Pace dei cattolici tedeschi e, dal 1931, anche di quella dei quaccheri.
Nel 1934 si convertì al cattolicesimo.
Entrò ben presto nell'elenco dei sospetti della Gestapo per via della sua non troppo nascosta antipatia verso Adolf Hitler, i cui intenti criminosi già aveva intravisto al tempo in cui, nel 1931, aveva letto il Mein Kampf.
Fin dal 1933 la sua corrispondenza era regolarmente intercettata.
Fin da quando la politica hitleriana iniziava a mostrare i suoi obiettivi, Gertrud Luckner andava consigliando agli ebrei di emigrare per evitare persecuzioni.
Dal 1936, come impiegata della Caritas tedesca, forniva aiuto per i preparativi a quegli ebrei che volessero lasciare il Paese.
A coprire le sue attività provvedeva il presidente della Caritas Benedikt Kreutz.
Per permetterle di svolgere il suo compito, il vescovo di Friburgo Conrad Gröber le pubblicò nel dicembre 1941, con la Germania in piena guerra e i campi di sterminio in piena attività, un salvacondotto volutamente vago e lacunoso, nel quale si specificava che Gertrud Luckner era incaricata di svolgere non meglio precisati adempimenti nell'ambito del servizio pastorale straordinario.
Luckner offriva spesso agli ebrei il sostegno economico necessario a procurarsi le identità fasulle utili a sfuggire alla polizia, anche se la Gestapo non ebbe mai elementi certi per accusarla formalmente di ciò; tuttavia la circostanza non le evitò, nel novembre 1943, l'arresto preventivo con la motivazione di essere sospettata di svolgere attività eversive.
Subì 8 mesi di interrogatori in diverse carceri, finché fu destinata al lager di Ravensbrück, dove fu tenuta a indossare il triangolo rosso degli oppositori politici, e obbligata a svolgere lavori pesanti per varie ditte private, tra cui Siemens & Halske.
Il 3 maggio 1945 i prigionieri di Ravensbrück furono liberati dall'Armata Rossa.
Nonostante il rilevante numero di persone (in grande maggioranza ebrei) aiutate da Gertrud Luckner durante il nazismo, non esiste una documentazione completa tramite la quale si possa quantificare esattamente la portata di tale aiuto (si presume ciò sia dovuto alla sostanziale clandestinità in cui l'attività si svolse, nonché all'impossibilità pratica, unita al grave rischio, di mantenere archivi o prove scritte dell'assistenza agli ebrei).
Anche dopo la guerra, Gertrud Luckner si adoperò, dall'interno della Caritas tedesca, per garantire assistenza ai reduci delle persecuzioni naziste.

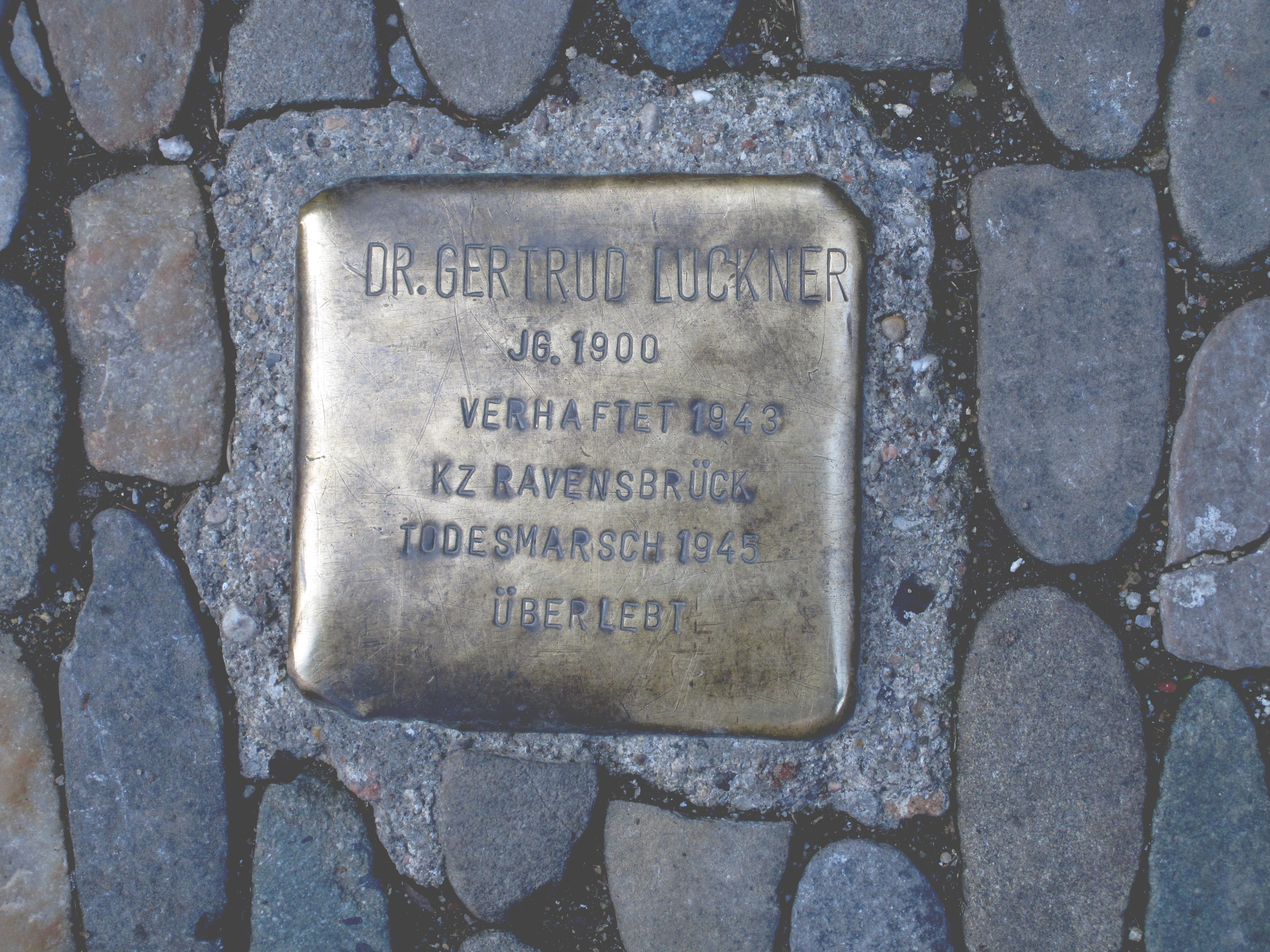
La pietra incastonata nel pavimento dell'Istituto Gertrud Luckner di Friburgo

Ma la sua attività, così come durante la guerra, non si fermò solo all'assistenza contingente: Gertrud Luckner era convinta assertrice della necessità che gli ebrei avessero un loro Stato, contrariamente a quanto invece la Santa Sede auspicava; riferisce lo storico statunitense Michael Phayer che «Quando nacque la questione dell'emigrazione dai campi di concentramento in Palestina dei sopravvissuti all'Olocausto, il pensiero del papa fu rivolto ai cattolici e ai loro diritti […] la Santa Sede continuò ad insistere […] sul "diritto" dei cristiani a controllare i luoghi santi in Palestina […] La politica della Santa Sede non lasciava spazio al quarto di milione di sopravvissuti all'Olocausto […] Pio XII preferiva un'emigrazione verso gli Stati Uniti piuttosto che verso la Palestina […] Israele avrebbe messo in pericolo i "diritti" dei cristiani sui luoghi santi e causato troppi conflitti nella terra in cui Cristo era morto»; a motivo di ciò «papa Pio avviò un'indagine sul pionieristico movimento cattolico tedesco di Gertrud Luckner, filosemita e favorevole a Israele» (caso Gertrud Luckner).
Infatti, il gruppo di Luckner fu silenziosamente e discretamente messo sotto indagine; fu emesso inoltre dal Sant'Uffizio un monitum alla Chiesa tedesca con la giustificazione che «gli sforzi dei gruppi religiosi di attaccare l'antisemitismo stavano incoraggiando l'indifferentismo religioso, ossia la convinzione che una religione sia giusta quanto un'altra».
La conclusione di Phayer al riguardo è quella che essendo quello di Luckner l'unico gruppo cattolico a promuovere una riconciliazione tra cristiani ed ebrei, era palese che tale monitum avesse lo scopo di isolare il suo circolo.
Nel 1968, una volta in pensione, Luckner lavorò al periodico Circolare di Friburgo per la promozione dell'amicizia tra il vecchio e il nuovo popolo di Dio - nello spirito dei due Testamenti.
Morì a 94 anni a Friburgo in Brisgovia, la città dove le sue spoglie riposano.

## Riconoscimenti
Nel 1951 Gertrud Luckner fu la prima donna tedesca cattolica a essere invitata in visita ufficiale in Israele e in suo onore fu piantata un'aiuola, che prese il suo nome.
Nel 1953 fu insignita della Bundesverdienstkreuz, la croce federale al merito della repubblica per la sua attività umanitaria, mentre nel 1960 le fu conferita la Croce d'Onore da papa Giovanni XXIII.
Per i suoi servigî agli ebrei in difficoltà e in pericolo di vita, fu annoverata dallo Stato d'Israele tra i Giusti tra le nazioni e il suo nome è del 1966 nel Yad Vashem.
Del 1973 fu la concessione della cittadinanza onoraria di Friburgo in Brisgovia e, nel 1987, la scuola professionale di quella città assunse il nome di Gertrud Luckner, lei presente all'intitolazione.
A suo ricordo, nell'ingresso davanti all'istituto, una pietra incastonata nel pavimento.
Del 2006 è l'istituzione di un premio dalla Caritas tedesca, intitolato al nome di Gertrud Luckner, teso a valorizzare opere originali, tesi di laurea e ricerche nel campo delle attività sociali.